# 長井健司
長井健司（日语：／ Nagai Kenji，1957年8月27日—2007年9月27日），日本愛媛縣今治市人，為攝影記者、戰地記者。

## 生平
長井於1997年起，與位於東京的法新社簽約，專為該社前往戰亂地區採訪。曾採訪過以巴衝突、伊拉克戰爭及阿富汗戰爭等。在採訪緬甸反軍政府示威時殉職，原本外界認為是遭流彈擊傷致死，但富士電視台取得當時的錄影帶後證實是遭緬甸士兵近距離由背後開槍格殺。長井倒地後仍手持攝影機記錄。長井是這次示威中唯一一个死亡的外國記者。
長井健司的座右銘是：「沒有人去的地方，總要有人去」。
缅甸民主之声的記者當時在現場拍下了他倒地的畫面。朝日電視台的新聞節目《報導Station》在2023年4月26日的節目中報導其生前作最後拍攝的攝影機並無在他殉職後經政府渠道歸還；而緬甸民主之聲在2023年取得了該攝影機（報導並無提及緬甸民主之聲如何取得該攝影機），並帶到其胞妹小川典子手中。報導內播放他從殉職當天下午1時48分03秒至1時56分42秒期間所拍攝的影片，時長共5分4秒。

## 作品
- ：2000年時的紀錄片，片長13分鐘，描寫泰國清邁郊區的一處收容所中一個母親感染HIV的孤兒。
- 《伊拉克戰爭 巴格達陷落》（イラク戦争　バクダット陥落）：2003年時的紀錄片，片長54分鐘，敘述美軍進佔巴格達的前後之街頭情景。
- ：2004年時的紀錄片，片長16分鐘，採訪一位在廣島市原子彈爆炸時倖存的老兵。